# Kerma
Kerma város Núbiában a mai Szudán északi részén a Nílus 3. kataraktájának közelében. A város fontos ókori lelőhely, a Kerma Királyság fővárosa, névadója a felső-núbiai Kerma kultúrának.

## Története

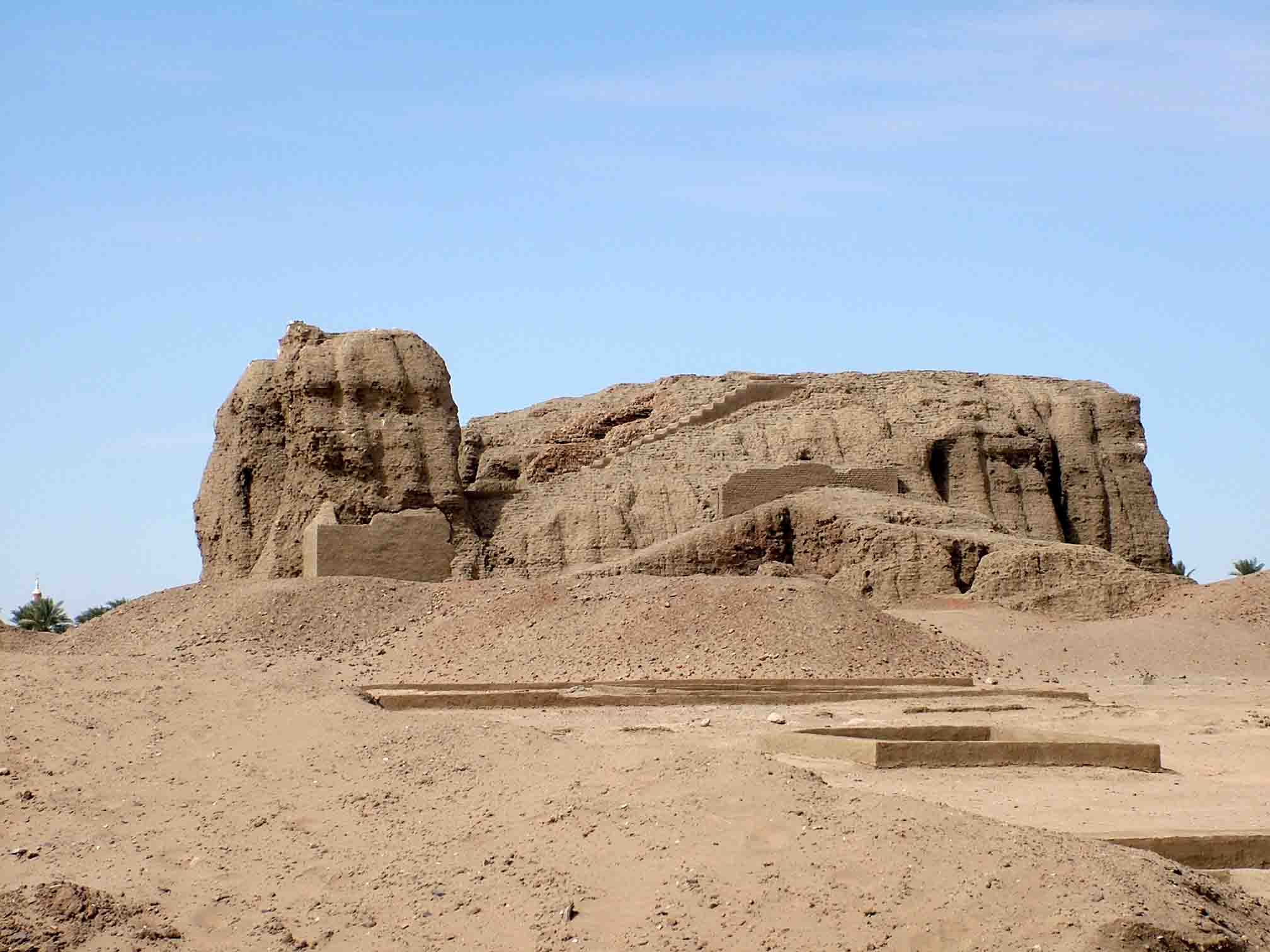
Kerma városának központi temploma, az úgynevezett nyugati deffufa

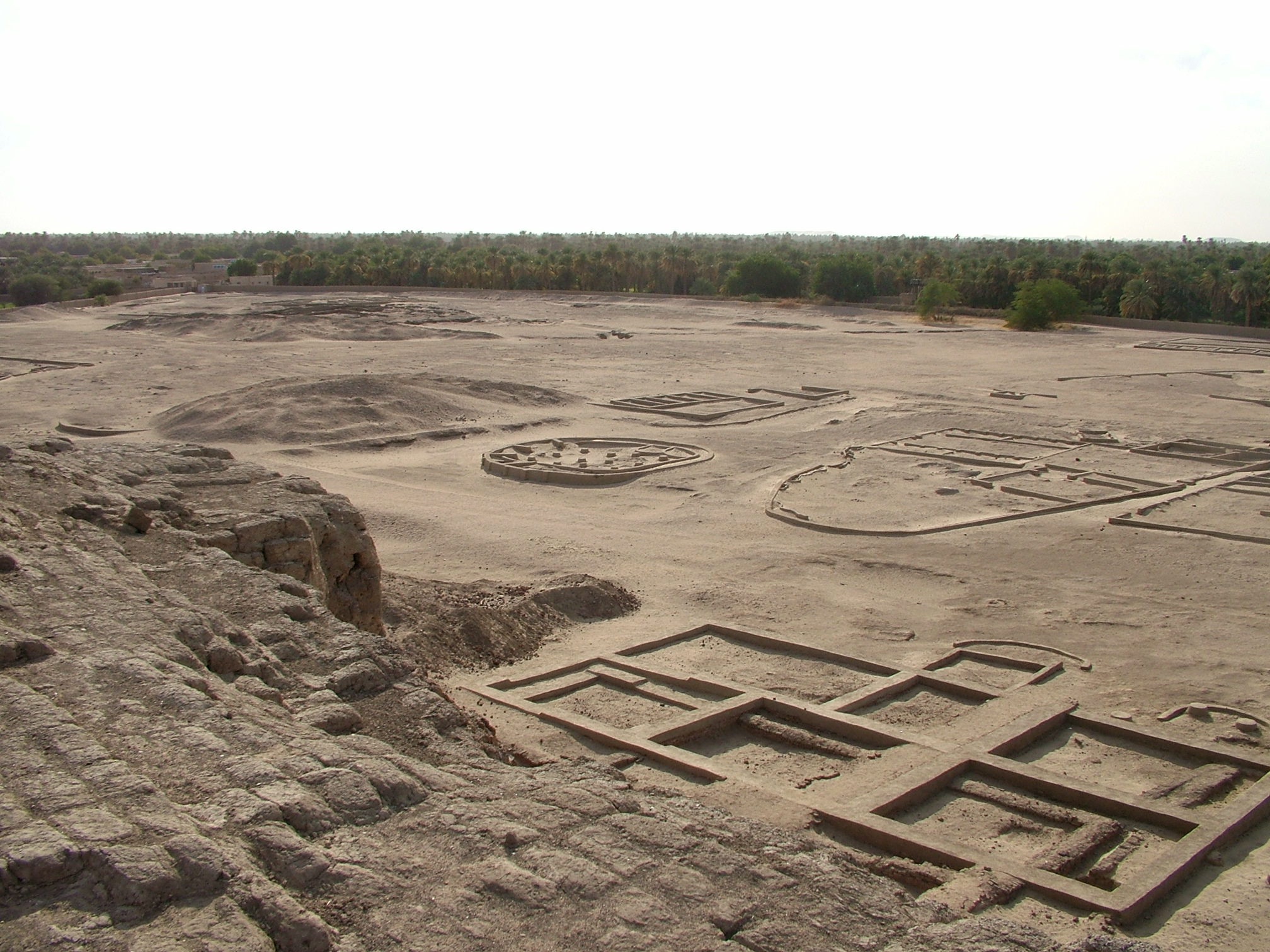
Kerma központja vályogtégla és tapasztott agyag épületek maradványival

A település a neolitikum óta lakott, erre utalnak az utóbbi évtized ásatásai során feltárt kiterjedt, pre-kerma korinak nevezett, Kr. e. 3500 - 2500 körül használt településnek maradványai.
A város a Kerma kultúra korában (Kr. e. 2500 – 1500), egy hatalmas, a Nílus 2. és 4. kataraktája közötti királyság fővárosává vált.
A fallal körülvett város központjában egy hatalmas, téglaformájú, máig rejtélyes funkciójú vályogtégla épület az úgynevezett Nyugati Deffufa állt. Az épület néhány apró keskeny helyiséget tartalmaz, belsejébe és a tetejére lépcső vezet fel. Az épület volt valószínűleg a város fő temploma, az azonban csak valószínűsíthető, hogy valamilyen kos formájú (Amon-szerű), talán szoláris istenséget imádtak itt. A központban királyi paloták, raktárak és kézműves műhelyek találhatóak.
Itt a Kr. e. 2. évezred elején központi műhelyek gyártották a vékony falú, fényezett felületű kerámiát, elefántcsont-faragványokat és egyéb kézműves luxustermékeket.
Az időnkénti háborúktól eltekintve, a királyság folyamatos kereskedelmi kapcsolatban állt a szomszédos Egyiptommal. Kerma királyai uralták a Belső-Afrikából a Földközi-tenger felé irányuló luxuscikkek: elefántcsont, különleges fafajták, állatbőrök, drágakövek, fűszer- és gyógynövények kereskedelmét.
Kermában, a királyság utolsó időszakában az uralkodókat óriási pompával, gyakran több tucat, sőt egy alkalommal több mint háromszáz leölt kísérővel együtt temették el hatalmas sírdombjaikba, a várostól nyugatra fekvő temetőben.
A Kr. e. 15. században egyiptomi XVIII. dinasztia első uralkodói, valószínűleg III. Thotmesz elfoglalta a várost és végleg felszámolta a Kerma Királyságot. Ezután Felső-Núbia egyiptomi tartománnyá lett (Kús).
A Kerma kori várostól északra ekkor új egyiptomi települést hoztak létre (Dukki Gel), amely egészen a Meroitikus kor végéig fennmaradt.
Az új település központjában a Pnubsi (kermai) Amon temploma állt.
A templom ásatásai során 2002-ben egy gödörbe rejtve, hét, finom kivitelű összetört kő fáraószobrot találtak, amely az egyiptomi XXV. dinasztia núbiai uralkodóit és a Napata-kor első fáraóit ábrázolják. A szobrokat valószínűleg II. Pszammetik egyiptomi seregei törték össze Kr. e. 593-ban.

## Kutatástörténete
A városban először George Andrew Reisner folytatott ásatásokat 1913 és 1915 között. Ő a városban feltárt nagyszámú Egyiptomból származó importtárgy alapján a várost egyiptomi kereskedelmi kolóniaként azonosította.
Az 1960-as évektől kezdve indult meg a város és a temetők szisztematikus és modern kutatása, amelynek vezetője Charles Bonnet svájci régész, és amelyek máig folynak.

## Külső hivatkozások
(angol) Rare Nubian King Statues Uncovered in Sudan - cikk a National Geographic News-ban a szoborleletről
(francia) (angol) Képek és film a kermai ásatásokról
(angol) Képek és cikk Kermáról

## Lásd még
Núbia
Kusita királyság